# 致命陷阱
《致命陷阱》（英語：Deadfall）是一部2012年的美国犯罪剧情片，由斯戴芬·卢佐维茨基执导，扎克·迪恩（Zach Dean）编剧，艾瑞克·巴納、奧利維亞·魏爾德和查理·杭南主演。

## 剧情
在成功抢劫賭場后，兄妹艾迪森和莉莎在密歇根州逃亡。当他们的司机在车祸中丧生，艾迪森杀死了前来处理现场的州警后，二人决定分开行动。他们计划在暴风雪中穿越美国和加拿大的边境。与此同时，退役拳击手杰伊出狱后，打电话给父母，退休的治安官切特和琼，告诉他们他将在感恩节回家。他在底特律找到了他以前的教练，要求归还欠款。两人发生争执，杰伊以为自己杀了教练，为了不再进监狱而逃跑。
治安官助理汉娜受邀参加杰伊父母的感恩节晚餐。汉娜已经被联邦调查局录取培训，她的父亲贝克治安官对她态度恶劣，不愿让她参与追捕逃犯的行动，但因为几年前失去母亲，她原谅了父亲的行为。杰伊在路上发现了冻得发抖的莉莎，主动载她到最近的加油站。与此同时，艾迪森在雪地中游荡，打斗中杀死了一位老人，失去了一根小手指。他随后偷了一辆损坏的雪地摩托，在离开前用热引擎烧灼了伤口。
在暴风雪中，杰伊和莉莎停在一家酒吧，莉莎偷偷回到杰伊的卡车上，找到他的地址，给艾迪森留下一条信息让他在那儿与她会合。杰伊和莉莎发展出一段感情，他们在一家汽车旅馆发生了关系。另一方面，艾迪森闯入了一座森林中的小屋，杀死了惯于虐待的父亲。弃尸后，他照看了失落的妻子和她的两个孩子。汉娜被叫去调查小屋的情况。与此同时，意识到自己对杰伊有感情，莉莎打电话给艾迪森，告诉他她无法继续计划，打算找其他交通工具。杰伊向她表白了自己的感情。莉莎解释说，她的哥哥从小就保护她免受他们父亲的虐待，而他们的父亲在他们小时候就被杀害了。
汉娜和两名警察赶到了小屋。汉娜注意到一具男尸，试图警告门口的警察，但艾迪森用霰弹枪射杀了他。艾迪森骑着雪地摩托逃跑，汉娜和另一名警察追捕他，结果那名警察也被杀死了。
艾迪森到达了杰伊的家，将他的父母扣为人质。当莉莎和杰伊到达家中准备享用感恩节晚餐时，艾迪森一开始假装不认识莉莎。他们一起吃饭，艾迪森看到莉莎保护杰伊和他的家人。汉娜接到底特律的一名侦探的电话，得知杰伊的教练正在从脑震荡中恢复。她前往杰伊家，也被艾迪森扣为人质。
贝克治安官在房子外发现了艾迪森的雪地摩托，拔出武器进入房子。他向艾迪森开枪，但实际上是他女儿汉娜中弹，艾迪森狡猾地让她穿上了自己的夹克。贝克随后被艾迪森射伤。杰伊和艾迪森在屋外展开了搏斗。杰伊最终制服了艾迪森，但在莉莎的恳求下放过了他，莉莎提醒杰伊，艾迪森是她的哥哥。艾迪森拿出另一把枪，质问杰伊是否真的爱着莉莎，杰伊表白了爱意。赶在艾迪森决定下一步行动之前，莉莎及时开枪打死了他。其他警察赶到，发现汉娜因穿着防弹背心而幸免于难。

## 演员
- 艾瑞克·巴納 饰 艾迪森
- 奧利維亞·魏爾德 饰 莉莎
- 查理·杭南 饰 杰伊·米尔斯
- 克里斯·克里斯托佛森 饰 切特·米尔斯
- 阿兰·古莱姆（Alain Goulem） 饰 博比
- 艾莉森·格拉汉姆（Allison Graham） 饰 曼迪
- 西席·斯貝西克 饰 琼·米尔斯
- 凱特·瑪拉 饰 汉娜·贝克副警长[1]
- 崔特·威廉斯 饰 马歇尔·T·贝克治安官[1]
- 杰森·卡瓦利尔（Jason Cavalier） 饰 特拉维斯副警长
- 马克西姆·萨瓦里亚（Maxime Savaria） 饰 布莱斯副警长
- 汤姆·杰克逊（Tom Jackson） 饰 老印第安猎人

## 背景
2005年，扎克·迪恩在乘坐捷藍航空292號班機时，因飞机在南加利福尼亞州上空以“8”字形盘旋数小时以准备危险的降落，他思考了自己的生死，并决定写一部关于家庭的剧本。最初名为《亲缘》（Kin）的剧本版权被Mutual Films公司购买，2010年报道称巴納、魏爾德和杭南正在洽谈角色。拍摄于2011年在加拿大开始。

## 发行
《致命陷阱》在2012年翠貝卡電影節首映，于2012年12月7日在影院上映。

## 评价
《致命陷阱》收到了负面评价，在爛番茄网站上基于81条评论的评分为35%，平均评分为4.93分（满分10分）。根据24条评论，Metacritic网站上的评分为52分（满分100分）。根据互联网电影数据库（IMDb）上《致命陷阱》的资料（英文），本片获得了6.2分（满分10分），共有39,570条评价，其中超过23,000条评价在6-7分范围内，只有18.0%的评价在8-10分之间。